# Història registrada

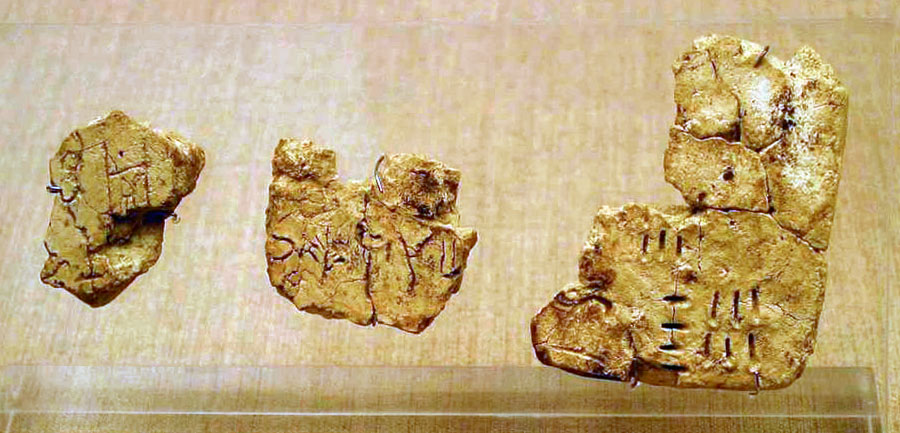
Lineal A gravada en taules trobades a Akrotiri, Santorini

La història registrada (de vegades anomenada història enregistrada) és una part de la història humana que s'ha escrit o s'ha enregistrat per l'ús de llenguatge. S'inicia en el quart mil·lenni aC, amb la invenció de l'escriptura. El període abans d'això es coneix com a prehistòria.
La història registrada comença amb els relats del món antic pels mateixos historiadors de l'antiguitat. Encara que és important tenir en compte el prejudici de cada autor antic, els seus relats són la base per a la nostra comprensió del passat antic. Les primeres cronologies es remunten a Mesopotàmia i l'antic Egipte, encara que cap escriptor històric en aquestes primeres civilitzacions es coneix pel nom. Alguns dels historiadors antics més notables foren Heròdot, Tucídides, Polibi, Manethó (historiografia grega), Zuo Qiuming, Sima Qian (historiografia xinesa), Titus Livi, Sal·lusti, Plutarc, Tàcit, Suetoni (historiografia romana).
En les societats premodernes, la poesia èpica, mitografia, llegendes recollides i textos religiosos van ser tractats sovint com a fonts d'informació històrica, i així un pot veure referències a escriptors com Homer, Vyasa, Valmiki i obres com el llibre bíblic Èxode com a fonts històriques; però, els autors d'aquests textos no estaven preocupats per determinar el que havia succeït en el passat, sinó que s'ocupaven de crear una narrativa cultural basada o complementària de la història, de manera que el seu testimoni ha de ser utilitzat amb precaució.
Fonts primàries són proves de la història, escrites de primera mà en el moment de l'esdeveniment per algú que hi era present. S'han descrit com aquelles fonts més properes a l'origen de la informació o idea en estudi. D'aquests tipus de fonts, s'ha dit que donen als investigadors la «informació directa, sense mediacions, sobre l'objecte d'estudi». Fonts secundàries són relats escrits de la història basats en l'evidència de les fonts primàries. Aquestes fonts, en general, són informes, obres o investigacions que analitzen, assimilen, avaluen, interpreten i o sintetitzen fonts primàries. Fonts terciàries són compilacions basades en fonts primàries i secundàries. Aquestes són fonts que, de mitjana, no es troben en aquells dos nivells.